# Arrancada
Arrancada, arranco, arranque ou sobre-aceleração, é a taxa de variação da aceleração, ou seja, a derivada da aceleração em função do tempo, a segunda derivada da velocidade, ou a terceira derivada da posição. Dado que a aceleração é uma grandeza vetorial, a arrancada também é.
{\displaystyle {\vec {S}}(t)={\frac {\mathrm {d} {\vec {a}}}{\mathrm {d} t}}={\frac {\mathrm {d} ^{2}{\vec {v}}}{\mathrm {d} t^{2}}}={\frac {\mathrm {d} ^{3}{\vec {x}}}{\mathrm {d} t^{3}}}}
onde
{\displaystyle {\vec {a}}} é a aceleração,
{\displaystyle {\vec {v}}} é a velocidade,
{\displaystyle {\vec {x}}} é a posição,
{\displaystyle {\mathit {t}}} é o tempo.
Sua unidade é distância por tempo ao cubo, ex: m/s³; km/h³ etc.